# Dancing Jazz
Dancing Jazz è il primo album discografico a nome della Billy Ver Planck and His Orchestra, pubblicato dall'etichetta discografica Savoy Records nel 1957.

## Tracce
Lato A
1. Summer Evening – 5:57 (Ozzie Cadena) – Registrato il 26 marzo 1957
2. On Top of Old Mountie – 4:23 (Billy Ver Planck) – Registrato il 26 marzo 1957
3. I'll Keep Loving You – 6:09 (Ozzie Cadena) – Registrato il 26 marzo 1957
4. Day by Day – 3:36 (Axel Stordahl, Paul Weston, Sammy Cahn) – Registrato il 26 marzo 1957

Durata totale: 20:05
Lato B
1. Oh Gee, Oh Me, Oh My – 4:54 (Ozzie Cadena) – Registrato il 26 marzo 1957
2. Make Up Your Mind – 6:33 (Ozzie Cadena) – Registrato il 5 marzo 1957
3. Embraceable You – 8:33 (Ira Gershwin, George Gershwin) – Registrato il 26 marzo 1957

Durata totale: 20:00

## Musicisti
Summer Evening / On Top of Old Mountie / I'll Keep Loving You / Day by Day / Oh Gee, Oh Me, Oh My / Embraceable You
- Billy Ver Planck - arrangiamenti, direttore musicale
- Bernie Glow - tromba
- Joe Wilder - tromba
- Frank Rehak - trombone
- Phil Woods - sassofono alto, clarinetto
- Buzzy Brauner - sassofono tenore
- Gene Allen - sassofono baritono
- Eddie Costa - pianoforte, vibrafono
- Wendell Marshall - contrabbasso
- Bobby Donaldson - batteria

Make Up Your Mind
- Billy Ver Planck - arrangiamenti
- Andre Hodeir - conduttore musicale
- Donald Byrd - tromba
- Idrees Sulieman - tromba
- Frank Rehak - trombone
- Hal McKusick - sassofono alto, clarinetto basso
- Bobby Jaspar - sassofono tenore, flauto
- Jay Cameron - sassofono baritono, clarinetto, clarinetto basso
- Eddie Costa - pianoforte, vibrafono
- George Duvivier - contrabbasso
- Bobby Donaldson - batteria